# Фіалка відхилена
Фіалка відхилена (Viola declinata) — альпійська багаторічна рослина родини фіалкових, ендемік Східних Карпат.

## Опис
Багаторічна трав'яниста рослина 15—30 см заввишки. Має повзуче кореневище зі столонами. Надземні пагони в основі розпростерті, потім підважні, розсіяно гіллясті, з листям та великими міжвузлями, мають голу (у нижній частині рослини шерсткувату) поверхню. Листя довжиною 1—3 см, по краю городчасті, з 3—4 зубцями на кожній стороні. Нижні листки дрібні, округлояйцеподібні, мають довгі черешки; середні — довгасто-еліптичні, на коротких черешках; верхні — довгасто-ланцетні, майже сидячі. Прилистки довжиною 0,7—1,2 см (часто довші за черешок), розділені на 4—8(10) вузьких лінійно витягнутих сегментів.
Квітки на довгих квітконіжках (1,5—6 см), неправильні. Оцвітина подвійна: складається з 5 лінійно-ланцетних чашолистків і 5 різних пелюсток. Чашолистки довжиною 0,8—1,4 см, мають витягнутий придаток 0,25—0,4 см завдовжки. Віночок синьо-бузковий, з жовтим зівом, довжиною 2—3,5 см. Бічні та нижня пелюстки бородчасті, розміщені під тупим кутом. Шпорка довжиною 0,3—0,6 см, тонка та зігнута. Плід — овальна коробочка, довжиною 0,7—0,8 см. Насіння дрібне, 0,15—0,16 см завдовжки.
Рослина квітує у червні-серпні.

## Поширення
Ендемік Східних Карпат, поширений в Україні, Словаччині та Румунії. Зростає на альпійських і субальпійських луках, звичайно на висоті від 1000 м н.р.м. до вершин.